# Leucozona xylotoides
Leucozona xylotoides är en tvåvingeart som först beskrevs av Johnson 1916.  Leucozona xylotoides ingår i släktet lyktblomflugor, och familjen blomflugor. Inga underarter finns listade i Catalogue of Life.